# Charlie Nicholas
Charlie Nicholas (Glasgow, 1961. december 30. –) skót válogatott labdarúgó. 

## Pályafutása

### Klubcsapatban
Glasgowban született. Pályafutását 1979-ben a Celtic csapatában kezdte, mellyel 1981-ben és 1982-ben megnyerte a skót bajnokságot. 1983 és 1988 között Angliában az Arsenal játékosa volt, melynek tagjaként 1987-ben megnyerte a ligakupát. 1988 és 1990 között az Aberdeenben játszott, ahol 1990-ben kupát és ligakupát nyert. 1990 és 1995 között ismét a Celticben szerepelt. Az 1995–96-os szezonban a Clyde együttesét erősítette.   

### A válogatottban
1983 és 1989 között 20 alkalommal szerepelt a skót válogatottban és 5 gólt szerzett. Részt vett az 1986-os világbajnokságon, ahol Dánia ellen kezdőként, az Uruguay elleni csoportmérkőzésen pedig csereként kapott lehetőséget. Az NSZK ellen nem lépett pályára.

## Sikerei, díjai
Celtic FC
- Skót bajnok (2): 1980–81, 1981–82
- Skót ligakupagyőztes (1): 1982–83

Arsenal
- Angol ligakupagyőztes (1): 1986–87

Aberdeen
- Skót kupagyőztes (1): 1989–90
- Skót ligakupagyőztes (1): 1989–90

Egyéni
A skót bajnokság gólkirálya (2): 1982–83 (29 góllal), 1988–89 (16 góllal, megosztva)